# 박중훈쇼 대한민국 일요일 밤
《박중훈쇼 대한민국 일요일 밤》은 대한민국의 방송국 한국방송공사에서 제작·방영한 텔레비전 프로그램이며 원래 일요일 밤 10시 25분에 방영되었지만 당초 2008년 10월 초 첫 방영 예정이었으나 KBS가 새 대하드라마의 방송 시기를 새해에 맞춰 연기함에 따라 2009년 1월 초로 첫 방영일이 변경된 한편 시간대도 토요일 오후 10시 15분, 일요일 오후 10시 25분으로 바뀐 천추태후 때문에 2009년 1월 4일부터 일요일 밤 11시 15분으로 시간대가 변경됐는데 내재적 문제 때문에 시청자들로부터 외면당하여 한자릿수 시청률로 부진을 면치 못했고 결국 17회 만에 막을 내렸다.
한편, MC 박중훈은 SBS에서 토크쇼 진행을 맡을 예정이었으나 컨셉트 문제 탓인지 불발되기도 했다.

## 결방
- 2009년 1월 25일 - 설 특선영화 《잘 살아보세》 편성[4]
- 2009년 3월 1일 - 공사창립 특집 TV문학관 <언니의 폐경> 편성[5]

## 시청률
- AGB 닐슨 미디어리서치

| 회차 | 방송 일자                        | 전국 시청률(증감치) |
| ---- | -------------------------------- | ------------------- |
| 1회  | 2008년 12월 14일                 | 9.5%                |
| 2회  | 2008년 12월 21일                 | 9.8%                |
| 3회  | 2008년 12월 28일                 | 6.0%                |
| 4회  | 2009년 1월 4일                   | 7.6%                |
| 5회  | 2009년 1월 11일                  | 6.6%                |
| 6회  | 2009년 1월 18일                  | 6.8%                |
| 7회  | 2009년 2월 1일                   | 6.5%                |
| 8회  | 2009년 2월 8일                   | 10.2%               |
| 9회  | 2009년 2월 15일                  | 8.1%                |
| 10회 | 2009년 2월 22일                  | 6.7%                |
| 11회 | 2009년 3월 8일                   | 7.7%                |
| 12회 | 2009년 3월 15일                  | 6.0%                |
| 13회 | 2009년 3월 22일                  | 5.8%                |
| 14회 | 2009년 3월 29일                  | 4.7%                |
| 15회 | 2009년 4월 5일                   | 3.6%                |
| 16회 | 2009년 4월 12일                  | 3.9%                |
| 17회 | 2009년 4월 19일                  | 4.4%                |
| 평균 | 2008년 12월 14일~2009년 4월 19일 | 6.7%                |